# Parod
Parod (hebrejsky פָּרוֹד, v oficiálním přepisu do  angličtiny Parod) je vesnice typu kibuc v Izraeli, v Severním distriktu, v Oblastní radě Merom ha-Galil.

## Geografie
Leží v nadmořské výšce 373 metrů, v Horní Galileji, cca 33 kilometrů východně od břehů Středozemního moře. Je situován na severním okraji údolí Chananija poblíž pramenišť vádí Nachal Calmon.
Obec se nachází cca 112 kilometrů severovýchodně od centra Tel Avivu a cca 43 kilometrů severovýchodně od centra Haify. Parod obývají Židé, přičemž osídlení v tomto regionu je etnicky smíšené. 5 kilometrů na západ leží město Rama, které obývají izraelští Arabové a Drúzové. 3 kilometry na západ je drúzská vesnice Ejn al-Asad. Na severu a východě převládají židovská sídla.
Obec Moran je na dopravní síť napojena pomocí místní silnice číslo 866, jež sem odbočuje z dálnice číslo 85.

## Dějiny
Zhruba 1 kilometr západně nynějšího kibucu se do roku 1948 rozkládala arabská vesnice Faradija. Ta navazovala na starší osídlení. Římané ji nazývali Parod. V roce 1931 zde žilo 465 lidí a stálo tu 101 domů. V obci fungovala základní chlapecká škola. Byla tu muslimská svatyně al-Šajch Mansur. Během války za nezávislost byla dobyta izraelskými silami a arabské osídlení tu skončilo.
Kibuc Parod byl založen v roce 1949. Zakladateli obce byla skupina židovských přistěhovalců z Maďarska a Sedmihradska. Původně se vesnice nazývala Garduš (גרדוש) podle jednoho z jejich blízkých, který byl zavražděn během holokaustu. Současné jméno navazuje na název původní vesnice Faradija. Zároveň naznačuje polohu vesnice na rozmezí Horní a Dolní Galileji (פרד- oddělil).
Zakladatelé kibucu byli napojení na levicové mládežnické hnutí ha-Bonim Dror.
V obci fungují zařízení předškolní péče a základní škola נוף גליל - Nof Galil, kterou využívají i děti z okolních židovských vesnic. Místní ekonomika je stále zčásti založena na zemědělství. V obci je k dispozici zdravotnická ordinace, společenské středisko, obchod, plavecký bazén, sportovní areály a synagoga.
Vesnice má výhledově projít výraznou stavební expanzí. V současnosti se zájemcům nabízí 138 stavebních parcel.

## Demografie
Obyvatelstvo kibucu Parod je sekulární. Podle údajů z roku 2014 tvořili populaci v Parod Židé (včetně statistické kategorie "ostatní", která zahrnuje nearabské obyvatele židovského původu ale bez formální příslušnosti k židovskému náboženství).
Jde o menší sídlo vesnického typu s dlouhodobě stagnujícím počtem obyvatel. K 31. prosinci 2014 zde žilo 380 lidí. Během roku 2014 populace stoupla o 35,7 %.
| Rok            | 1961 | 1972 | 1983 | 1995 | 2001 | 2003 | 2004 | 2005 | 2006 | 2007 | 2008 | 2009 | 2010 | 2011 | 2012 | 2013 | 2014 |
| -------------- | ---- | ---- | ---- | ---- | ---- | ---- | ---- | ---- | ---- | ---- | ---- | ---- | ---- | ---- | ---- | ---- | ---- |
| Počet obyvatel | 213  | 214  | 283  | 306  | 280  | 240  | 254  | 268  | 267  | 269  | 267  | 280  | 255  | 267  | 283  | 280  | 380  |